# Autoroute A103
Die Autoroute A 103, auch als Antenne de Villemomble bezeichnet, ist eine französische Autobahn mit Beginn in Noisy-le-Sec und dem Ende in Rosny-sous-Bois. Ihre Länge beträgt 1,0 km. Die Autobahn wurde am 1. Dezember 1969 auf gesamter Länge für den Verkehr freigegeben.

## Orte an der Autobahn
- Noisy-le-Sec
- Rosny-sous-Bois